# Cryoglobulinémie
 Mise en garde médicale
La cryoglobulinémie est une pathologie causée par l'agglutination d'immunoglobuline dans le  sérum lorsque la température est inférieure à 37°C. Cette agglutination est réversible lors du réchauffement du sérum.
Ce terme désigne deux maladies différentes : le type I qui est vasculopathie consécutive à une prolifération de lymphocyte B , les types II et III qui sont caractérisés par des manifestations inflammatoires importantes dans ces types les immunoglobulines ont une activité inflammatoire .   
Les trois principales causes d'une cryoglobulinémie sont  les maladies hématologiques pour le type I, les maladies auto-immunes et les infections chroniques notamment l'hépatite C pour les autres types. Ces immunoglobulines proviennent des lymphocytes B à mémoire ou  circulant.

## Classification
Le prélèvement de sang pour rechercher une cryoglobuline doit obéir à des principes très rigoureux. Le tube ne doit pas contenir d'anticoagulant, la pièce doit être chauffée à 37 °C. Après coagulation le sang est décanté à 37 °C puis le sérum est conservé une semaine à +4 °C. Le cryoprécipité contient la cryoglobuline dont on décrit trois types.

### Type I
Le type I se caractérise par une sécrétion monoclonale de d'immunoglobuline M  ou G. Cette prolifération aboutit à la formation de véritables filets bloquant le circulation des hématies  entrainant  une oblitération des artères de petites ou moyennes tailles. Plus rarement une IgA ou des chaînes légères isolées (protéines de Bence-Jones). Le facteur rhumatoïde est rarement présent.

### Type II
Le type II se caractérise par une sécrétion monoclonale d'immunoglobuline M  et une sécrétion polyclonale d'immunoglobuline G. Le facteur rhumatoïde est souvent présent. 

### Type III
Le type III se caractérise par une sécrétion polyclonale d'immunoglobuline M  et une sécrétion polyclonale d'immunoglobuline G..  Le facteur rhumatoïde est souvent présent.

## Signes

### Formes purement biologiques
La vitesse de sédimentation, le protidogramme et l'existence d'un facteur rhumatoïde sont fluctuants en fonction des conditions thermiques de prélèvement, ce qui doit attirer l'attention. Il peut en effet n'y avoir aucun symptôme décelable cliniquement.

### Signes cutanés
- Il existe souvent un syndrome de Raynaud bilatéral sévère.
- Un purpura vasculaire déclive.
- Un livedo reticularis.
- Une urticaire au froid.

### Signes rénaux
Glomerulonéphrite membranoproliférative diffuse, l'atteinte rénale est d'évolution lente.

### Signes neurologiques
Neuropathie périphérique sensitivomotrice et souvent douloureuse.

## Contexte pathologique

### Formes monoclonales
Les formes à composant monoclonal sont le plus souvent liées à un syndrome lymphoprolifératif malin : myélome multiple, maladie de Waldenström. Il peut cependant s'agir de "dysglobulinémie monoclonale de signification indéterminée" anciennement qualifiée de bénigne.

### Complexes immuns circulants
Les cryoglobulinémies mixtes et les cryoglobulinémies de type III sont le plus souvent liées à des processus inflammatoires ou infectieux.
- Connectivites.
- Viroses: Cytomégalovirus, Hépatite B, Hépatite C[2].
- Infections bactériennes septicémiques.
- Parasitoses : Bilharziose, Paludisme, Leishmaniose.

Le syndrome de Gougerot-Sjögren cause le plus souvent une cryoglobulinémie de type II.
Un certain nombre de cryoglobulinémies mixtes restent "essentielles", sans cause retrouvée.

## Traitement
- Dans les formes sévères, à composant monoclonal, liées à un syndrome lymphoprolifératif malin, le traitement repose sur les échanges plasmatiques (Plasmaphérèse) qui peuvent nécessiter des conditions particulières (pièce chauffée à 37 °C). Un traitement cytostatique variable selon le contexte pathologique est à prévoir (Chimiothérapie).
- Dans le cas de cryoglobulinémie mixte liée à une hépatite C, l'interféron est parfois efficace.
- Sinon, seul le traitement symptomatique et celui des causes décelées sera de mise.